# Nicodème de Roumanie
Nicodème ou Nicodim de Roumanie, de son nom séculier Nicolae Munteanu, est né le 6 décembre 1864 à Pipirig, en Roumanie et décédé le 27 février 1948, à Bucarest. Il est patriarche de l'Église orthodoxe roumaine de 1939 à sa mort.
Fervent monarchiste, il trouve la mort dans des circonstances suspectes peu après la proclamation de la république populaire de Roumanie. Il est enterré à la cathédrale patriarcale de Bucarest.